# Eriocaulon eglandulatum
Eriocaulon eglandulatum là một loài thực vật có hoa trong họ Cỏ dùi trống. Loài này được Z.X.Zhang mô tả khoa học đầu tiên năm 1999.